# Hatillo (objeto)

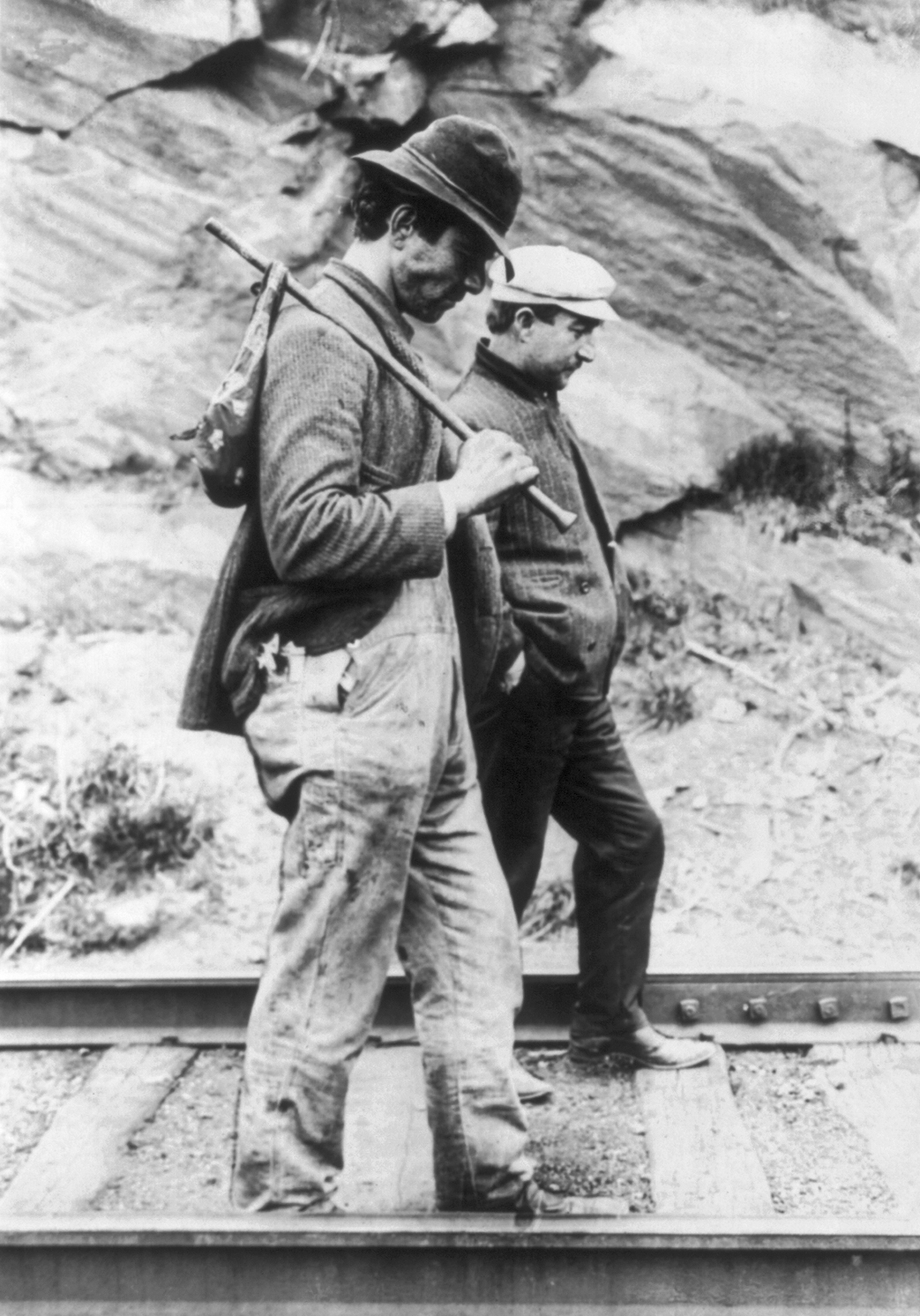
Vagabundos por la vía del tren. Uno de ellos porta sus cosas en un hatillo.

Un hatillo, hato o linyera es un paquete de ropa o pequeños enseres envuelto en un pañuelo o trapo. Se puede considerar un símbolo representativo de campesinos de baja extracción social, vagabundos o marginados sin hogar.

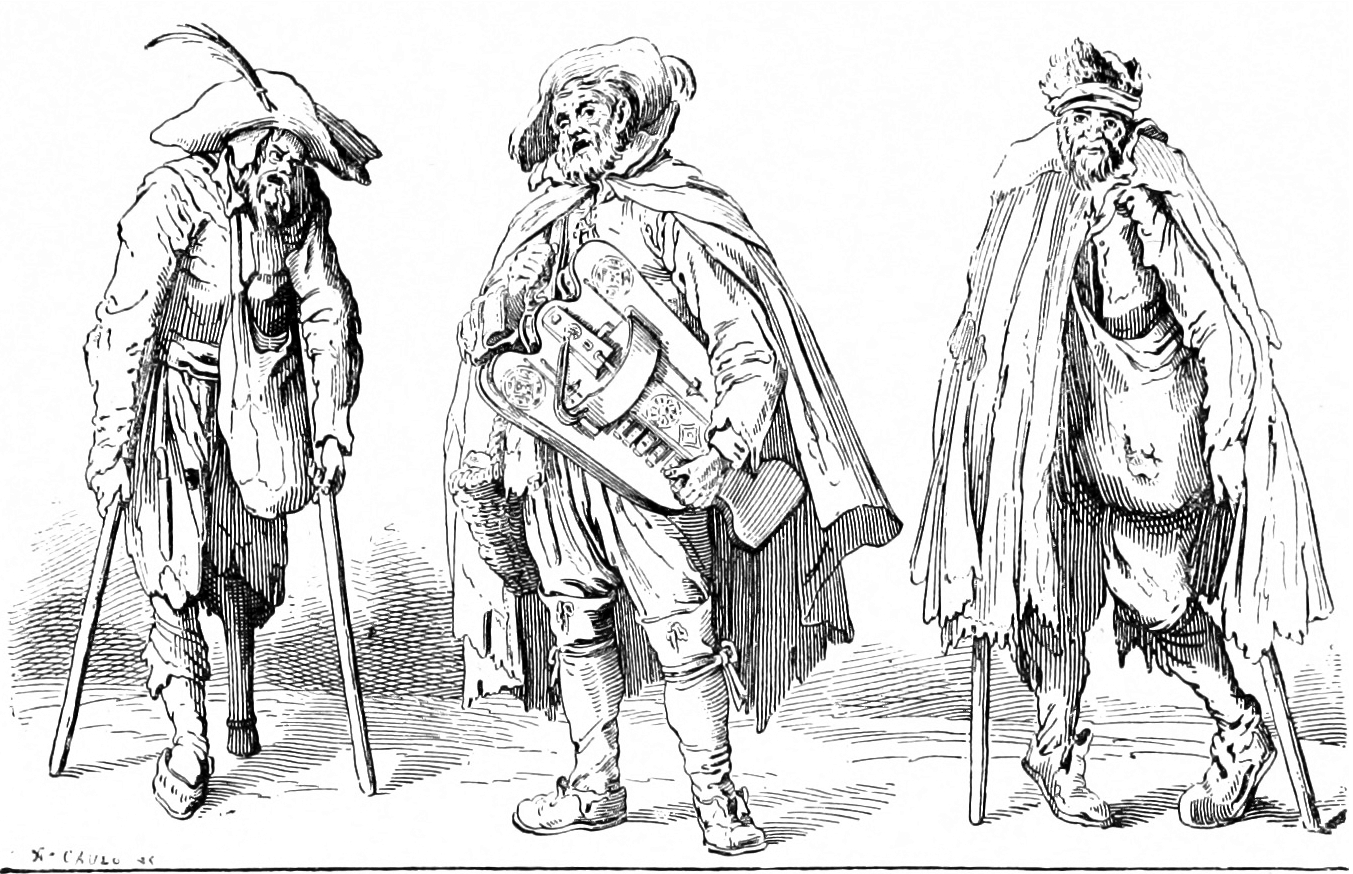
Vagabundos y músicos, uno con el hato en bandolera.

Hoy en desuso, era bastante habitual entre los viajeros con pocas posibilidades económicas. La representación de los vagabundos en la cultura popular es muy extensa en la literatura, los cómics o el cine. Si bien el hatillo se representa en algunas ocasiones atado al final de un palo, también puede transportarse atado al cuerpo.

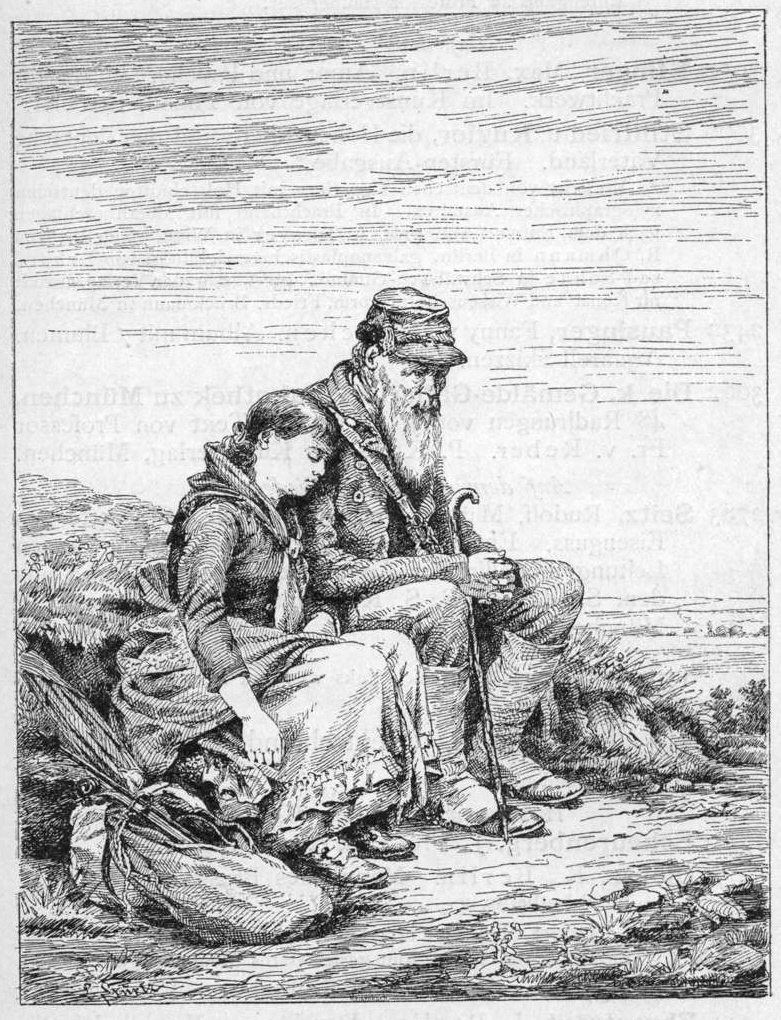
Pareja de vagabundos descansando; el hatillo está en el suelo, junto a ellos.

## Etimología
Hatillo es el diminutivo de hato, palabra que procede del gótico fata (vestido) y esta, a su vez,  del nórdico fot.
Las expresiones "tomar el hatillo" y "coger el hatillo", recogidas por el Diccionario de la lengua española, significan "irse" y equivalen a iniciar un viaje. "Liar el hato" es marcharse; "tirar el hatillo al mar" significa enojarse; "andar con el hato a cuestas" es vagabundear o cambiar a menudo de domicilio.
En Argentina y en Uruguay se utiliza el término linyera.

## Historia
Los hatillos hechos con pieles de animales fueron la más antigua forma de equipaje; así era fácil meter y sacar cosas que el viajero necesitara.

## Hatillo en la cultura popular
El personaje del vagabundo se ha representado a menudo portando un hatillo, a menudo sujeto a un palo. Así, cuando Sullivan, el personaje que interpreta Joel McCrea en Los viajes de Sullivan se disfraza de vagabundo, no le falta su hatillo sujetado con un palo.
Especialmente famosa es la imagen creada por Norman Rockwell y titulada The Runaway, usada como portada por The Saturday Evening Post en septiembre de 1958.
En las historietas en español, los dibujantes no han dudado en añadir el hatillo a sus personajes. Así, cuando Ibáñez dibuja a su Mortadelo con el disfraz de vagabundo, no olvida este detalle.
Otros personajes, como Bermudillo, el genio del hatillo hacen de este elemento parte fundamental de su atuendo.
En la literatura popular, el pícaro suele llevarlo: El Lazarillo (...hice un hatillo con las ropas del caballero y salí corriendo en dirección contraria).
También Kerouac en Los vagabundos del Dharma afirma que lo usan: "Cerca de Camarillo, donde Charlie Parker se había vuelto loco y recuperado la cordura, un viejo vagabundo delgado y bajo saltó a mi furgón cuando nos dirigíamos a una vía muerta para dejar paso a otro tren, y pareció sorprendido de verme. Se instaló en el otro extremo del furgón y se tumbó frente a mí, con la cabeza apoyada en su mísero hatillo, y no dijo nada."